# Yasuyuki Moriyama
Yasuyuki Moriyama (森山 泰行, Moriyama Yasuyuki, Gifu, 1 mei 1969) is een Japans voormalig voetballer die als aanvaller speelde.

## Japans voetbalelftal
Yasuyuki Moriyama debuteerde in 1997 in het Japans nationaal elftal en speelde 1 interland.

## Statistieken
| Japans voetbalelftal | Japans voetbalelftal | Japans voetbalelftal |
| Jaar                 | Wed.                 | Dlp.                 |
| -------------------- | -------------------- | -------------------- |
| 1997                 | 1                    | 0                    |
| Totaal               | 1                    | 0                    |